# Damora chrysobarylla
Damora chrysobarylla är en fjärilsart som beskrevs av Hans Fruhstorfer 1909. Damora chrysobarylla ingår i släktet Damora och familjen praktfjärilar. Inga underarter finns listade i Catalogue of Life.